# نيكو نيدهارت
نيكو نيدهارت (بالألمانية: Nico Neidhart)‏ (27 سبتمبر 1994 بفلنسبورغ في ألمانيا - ) هو لاعب كرة قدم ألماني في مركز الوسط. لعب مع نادي أوسنابروك وشالكه 04 ب وSportfreunde Lotte ‏.

## وصلات خارجية
- نيكو نيدهارت على موقع قاعدة بيانات كرة القدم.إي يو (الإنجليزية)
- نيكو نيدهارت على موقع بيانات كرة القدم. دي إي (الألمانية)
- نيكو نيدهارت على موقع عالم كرة القدم.نت (الإنجليزية)